# 사도 금광

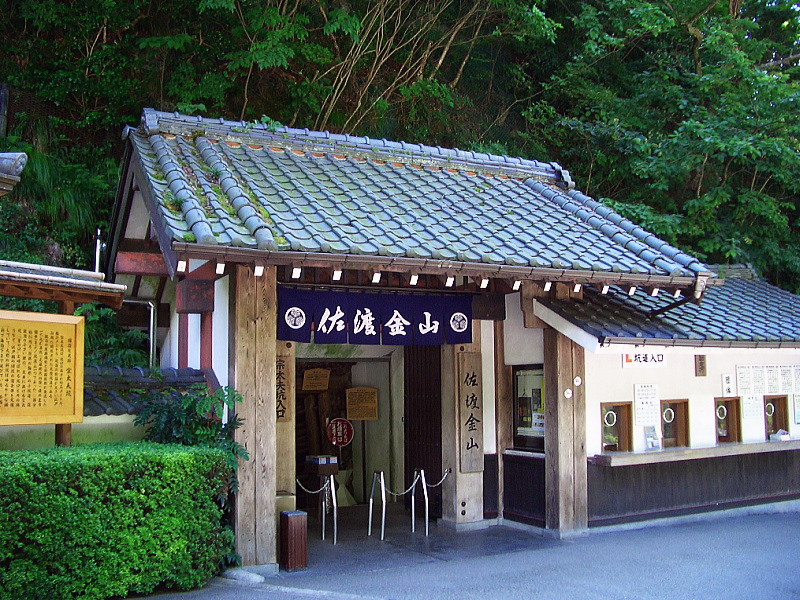
금광 입구

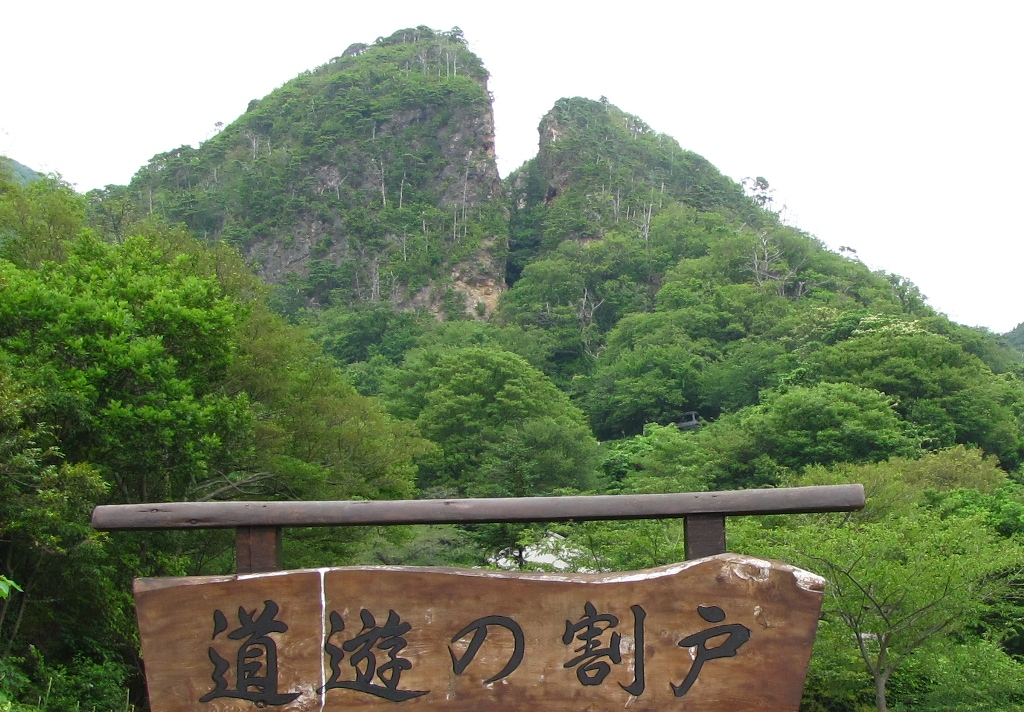
사도 금광의 심볼 '도유노 와레토'(道遊の割戸)

사도 금광(일본어: 佐渡金山 사도 킨잔[*]) 또는 사도 광산은 일본 니가타현 사도시의 사도가섬에 위치한 금광이다.

## 역사
광석은 주로 '은흑'(銀黑)이라고 불리는 석영 중에 맥상에 존재하던 휘은광 및 자연 자연금의 미립자였다. 1601년에 금맥이 발견된 이래 에도 시대 기간 동안 중요한 재원으로써 개발되었다. 에도 시대 초기의 전성기에는 금이 1년 동안 약 400kg, 은이 약 40톤 이상 채굴된 일본 최대의 금광산으로, 은 생산에서도 일본 유수의 광산이어서 은 화폐의 제작을 위한 재료를 공급하는 중요한 광산 구실을 했었다. 그 중 아이카와 광산은 에도 막부가 직할 경영하여, 대량의 금은을 산출한 사도 금광의 중심이었다. 산출하여 제련한 철심과 회취은은 막부에 상납되어, 이를 긴자에 맡겨 화폐를 주조하였다. 
또한 은은 특히 생실 등의 수입 대가로써 청나라 등에 대량 수출되어, 사도 산출의 회취은은 세다 은으로도 불렸다. 에도 막부 시대에는 금광으로 유명하였으나, 20세기에는 태평양 전쟁의 전쟁 물자 조달을 위한 광산이었다. 현재는 광산이 고갈되고, 금의 가치와 노동자 임금이 균형을 이루지 못하여 수지가 맞지 않아 채굴이 중지되어, 금광은 관광지로 활용되고 있다. 갱도의 총 연장은 약 400km에 이르지만, 그 중 관광 노선으로 개발된 구간은 300m 정도이다. 이 밖에, 매년 7월 25일 ~ 7월 27일 사이에 금광 축제가 열린다.

## 연혁
- 1601년 - 쓰루코 긴자의 산사(山師) 3인에 의해 발견되었다.
- 1603년 - 사도부교 오쿠보 나가야스가 관할을 맡았다.
- 1868년 - 공부성의 소유가 되었다.
- 1889년 - 궁내성 어료국의 소유가 되었다.
- 1896년 - 미쓰비시 합자회사가 인수하였다.
- 1918년 - 미쓰비시 광업 주식회사(지금의 미쓰비시 머티리얼[4])이 관리권을 넘겨받았다.
- 1967년 - 사도 금광 중 아이카와 광산 관계 유적이 '사도 광산 유적'으로써 일본의 사적으로 지정되었다.
- 1989년 3월 31일 - 광산이 고갈됨에 따라 채굴이 중단되었다. 미쓰비시 머테리얼의 자회사인 주식회사 골든 사도(Golden Sado[5])가 경영권을 넘겨받았다.
- 2007년 - 일본의 지질 100선에 선정되었다.[6]
- 2024년 - 유네스코 세계 문화 유산으로 지정되었다.[7]

## 조선인 강제노역 논란

### 역사적 사실 은폐
본질적으로 일본은 사도 금광과 조선인 강제노역의 관계에 대해서 전혀 인정하고 있지 않다. 20세기에 일본 제국은 당시 식민지였던 일본령 조선으로부터 노동자들을 강제적으로 끌고 와서 자국의 전쟁 물자 생산에 필요한 다양한 곳에서 강제노동을 시켰다. 특히 태평양 전쟁 동안 조선인 노동자들을 사도 광산에서 잔혹하게 학대하고 강제적으로 노역을 시킨 곳 중 하나가 바로 사도 금광이다. 1939년부터 1945년 동안 대략 1519명의 조선 각지에서 끌려온 조선인 노동자들이 이곳에서 고된 노역을 하였던 것으로 알려져 있다. 이들은 해방 이후에 고국에 돌아왔어도 탄광에서 얻은 진폐증과 같은 강제노동 후유증에 평생을 시달리며 고통 속에서 살았다. 이들의 명단은 일본 측의 공개 거부로 인해서 아직까지도 알려지지 않고 있다. 즉 일본은 사도 금광에서 조선인 강제노역에 대한 별다른 사과 표명도 하지 않았고, 사도 금광 내 조선인 강제 노역에 대한 문제 제기에 대해서도 쉬쉬하는 태도만 보여주고 있는 것이다. 

### 일본의 세계 문화 유산 등재
일본은 2018년부터 사도 금광을 세계 문화 유산으로 등록하려는 시도를 해왔다. 2022년에 유네스코에 다시 문화 유산으로 등재를 추진하였으나, 사도 금광의 역사에 대해 에도 막부 시대만 기술하였기에 유네스코 측으로부터 보류되었던 적도 있었다. UNESCO 세계 문화 유산 등재에 만장일치가 관례였기에, 대한민국측의 지속적인 반대 및 거부로 인하여 등재되지 못하였다. 그러한 가운데 2024년, 기시다 후미오 총리가 사도 금광을 유네스코 세계유산 등재를 다시 한번 추진함에 따라서 많은 한국인들의 공분을 사게 되었다. 문재인 정부와 달리 일본에 호의적인 윤석열 정부는 사도 금광이 세계유산으로 등재되는데 사실상 동의하며 세계유산 등재에 합의하였다. 2024년 11월 24일, 세계문화유산으로 등재됨에 따라 처음으로 추모식이 열리는 것으로 확정되었다.
하지만 일본이 추도식에 야스쿠니 신사를 참배한 전력이 있는 이쿠이나 아키코 외무성 정무관을 보내기로 하자, 대한민국 정부는 추도식 전날 추도식에 불참하기로 하는 등 강경 대응을 하였다. 결국 100명이 참석할 예정이었던 추도식은 대한민국 측의 불참으로 40여 석이 빈 채로 진행되었다.
11월 25일, 하야시 요시마사 일본 관방장관은 한국의 추도식 불참에 대해 “유감”이라고 말하였고, 다음날 대한민국 외교부는 "외교부 당국자가 주한 일본 대사관을 접촉하여 한일 협의 과정에서 보여준 태도에 대해 유감을 표명하였다"고 밝히며 대응하였다. 산케이 신문은 한국의 불참을 꼬집으면 서 한국의 반일 감정이 지긋지긋하다고 강하게 비판하며, 이쿠이나 아키코 정무관의 야스쿠니 신사 참배가 오보였다고 밝히며 한국 탓으로 돌렸다. 서경덕 교수는 이에 반박하는 글을 올리면서 일본의 역사 왜곡 또한 지긋지긋하다고 밝혔다.

## 참고 문헌
- 네기시 시즈모리(根岸鎮衛) '이양' 전3책, 하세가와 쓰요시 각주, 이와나미 쇼텐 (이와나미 분코), 1991년 - 사도 금광에 관한 에도 시대의 수필
- 탐욕의 땅, 미쓰비시 사도광산과 조선인 강제동원
- 일제의 전시 조선인 노동력 동원
- 일본의 아시아태평양전쟁과 조선인 강제동원

## 같이 보기
- 금
- 히시가리 광산
- 이와미 은광
- 이즈 금광
- 일본의 지질 100선
- 하시마섬
- 강제노동